# Kolisty Groń
Kolisty Groń – szczyt o wysokości około 1150 m w Beskidzie Żywiecko-Orawskim. Znajduje się w odległości 460 m na północny wschód od Mędralowej (1169 m) i 1 km na południowy zachód od Magurki (1114 m). Stok południowo-zachodni opada do Przełęczy Jałowieckiej Północnej.

## Problemy z nazewnictwem i regionalizacją
W przewodniku turystycznym szczyt ten nie ma nazwy, na mapie Compassu również jest bez nazwy, natomiast Kolistym Groniem nazwano sąsiedni szczyt Magurkę. Kolisty Groń jest ważnym punktem; jest zwornikiem dla Pasma Mędralowej i Pasma Babiogórskiego. Biegnie przez niego granica polsko-słowacka i na jego szczycie spotykają się granice trzech miejscowości: Przyborów i Zawoja w Polsce oraz Orawska Półgóra na Słowacji. Kolisty Groń jest najdalej na północ wysuniętym punktem Słowacji. Jego nazwę podają mapy Geoportalu obok nazwy Mędralowa.
Na mapach i w przewodnikach turystycznych Mędralowa i Kolisty Groń zaliczane są do Beskidu Żywieckiego. Według regionalizacji fizycznogeograficznej Polski opracowanej przez Jerzego Kondrackiego należy do Pasma Przedbabiogórskiego w Beskidzie Makowskim. Po stronie słowackiej są to Oravské Beskydy. Według najnowszej regionalizacji z 2018 roku należy do Beskidu Żywiecko-Orawskiego.

## Opis szczytu
Na Kolistym Groniu znajduje się słupek graniczny III/90. Jest to historyczny punkt graniczny. Do 1564 schodziły się na nim granice Węgier, Polski i ziem śląskich, a w czasie II wojny światowej granice Generalnego Gubernatorstwa, III Rzeszy i Słowacji. Wcześniej, w latach 1938–1939, cały szczyt Mędralowej znalazł się w granicach Polski (II Rzeczpospolita wymusiła na Czechosłowacji oddanie południowych stoków góry). W czasie II wojny światowej Niemcy przy pomocy miejscowej ludności wykonali na grzbiecie Mędralowej system ziemnych umocnień. Pozostałości okopów można zaobserwować jeszcze obecnie. Na Kolistym Groniu Słowacy ustawili dużą tablicę informacyjną z opisem ciekawych miejsc w okolicy. Tablica jest w kilku językach, w tym również w języku polskim.
Na północnym stoku pomiędzy Kolistym Groniem i Mędralową jest Hala Mędralowa z szałasem. Przez szczyt prowadzą szlaki turystyczne.

## Szlaki turystyczne
Główny Szlak Beskidzki, odcinek Korbielów – Babia Góra
 przełęcz Hucisko – Czerniawa Sucha – Kolisty Groń – Mędralowa – Babia Góra
 słowacki znakowany szlak turystyczny